# Jewgienij Weger
Jewgienij Iljicz Weger (ros. Евге́ний Ильи́ч Ве́гер, ur. 21 września 1899 we wsi Liscowo w guberni kostromskiej, zm. 27 listopada 1937 w Moskwie) – radziecki polityk, wojskowy, działacz partyjny.

## Życiorys
Skończył Moskiewską Wyższą Szkołę Techniczną, w marcu 1917 wstąpił do SDPRR(b), 1918 był przewodniczącym Komitetu Wykonawczego Kurskiej Rady Gubernialnej, a od czerwca 1918 do 1919 sekretarzem Kazańskiego Gubernialnego Komitetu RKP(b). Od 1919 żołnierz Armii Czerwonej, od marca 1921 kolejno wojskowy komisarz Północnej Grupy Wojsk 7 Armii w Kronsztadzie, członek Rady Wojskowo-Rewolucyjnej 7 Armii, członek Rady Wojskowo-Rewolucyjnej Frontu Południowego i członek Rady Wojskowo-Rewolucyjnej Charkowskiego Okręgu Wojskowego. Od lutego 1923 do 1924 kierownik wydziału Ludowego Komisariatu Finansów RFSRR, 1924-1928 funkcjonariusz partyjny w Swierdłowsku i guberni briańskiej, od 1928 instruktor odpowiedzialny KC WKP(b), 1930 zastępca kierownika Wydziału Organizacyjno-Instruktorskiego KC WKP(b). Od grudnia 1930 do 3 lutego 1933 sekretarz odpowiedzialny/I sekretarz Krymskiego Komitetu Obwodowego WKP(b), członek Rady Wojskowo-Rewolucyjnej Sił Morskich Morza Czarnego, od 7 lutego 1933 do 4 lipca 1937 członek KC KP(b)U, od 11 lutego 1933 do lipca 1937 I sekretarz Komitetu Obwodowego KP(b)U w Odessie, od 10 lutego 1934 do 25 czerwca 1937 zastępca członka KC WKP(b). Odznaczony Orderem Czerwonego Sztandaru (1921) i Orderem Czerwonego Sztandaru Pracy.
25 czerwca 1937 aresztowany, 27 listopada 1937 skazany na śmierć przez Wojskowe Kolegium Sądu Najwyższego ZSRR "za terroryzm i działalność kontrrewolucyjną" i rozstrzelany. 14 marca 1956 pośmiertnie zrehabilitowany.